# Paradrymonia erythropus
Paradrymonia erythropus là một loài thực vật có hoa trong họ Tai voi. Loài này được (Hook. f.) Wiehler mô tả khoa học đầu tiên năm 1978.